# Monte Moturau
Il monte Moturao è una montagna di 1497 metri facente parte della catena delle Alpi meridionali sull'Isola del Sud della Nuova Zelanda. Il monte si trova a sud-ovest del lago Manapouri. La sua mole è chiaramente visibile dalla cittadina di Manapouri.